# Kruchość
Kruchość – właściwość fizyczna ciał stałych (materiałów), polegająca na ich pękaniu (kruszeniu się) pod wpływem działającej na nie siły zewnętrznej. Kruche materiały absorbują stosunkowo mało energii przed pęknięciem, nawet te o dużej wytrzymałości. Pękaniu towarzyszy zwykle głośny dźwięk, trzask. Do typowych materiałów kruchych należą m.in.: beton, ceramika, szkło, żeliwo, skały. Typowe materiały sprężyste takie jak np. stal, również stają się kruche po przekroczeniu pewnego progu naprężenia. Z kolei substancje uważane za kruche pozostają sprężyste przy niewielkich odkształceniach. Kryterium podziału substancji na kruche i sprężyste nie jest ostre, przyjmuje się, że jeśli stosunek wytrzymałości na rozciąganie do wytrzymałości na ściskanie jest mniejszy od {\displaystyle {\frac {1}{8}}} materiał nazywamy kruchym.
Właściwość tę wykorzystuje się np. pisząc kredą po innych materiałach. Kreda pocierana o coś kruszy się, a część tych małych okruchów zostaje na danym materiale.
Kruchość jako wielkość fizyczna charakteryzująca dany materiał, jest to stosunek wytrzymałości na rozciąganie {\displaystyle R_{r}[MPa]} do wytrzymałości na ściskanie {\displaystyle R_{c}[MPa]}.
{\displaystyle K={\frac {R_{r}}{R_{c}}}<{\frac {1}{8}}}